# Župna crkva sv. Ane u Zagrebu
Župna crkva sv. Ane katolička je crkva građena 1966. i 1967. godine. Sagrađena je na mjestu obiteljske kuće obitelji Ostrež u zagrebačkom Rudešu nakon što je kuću otkupio Nadbiskupski duhovni Stol.
Dana 8. prosinca 1967. godine novoizgrađenu crkvu je posvetio zagrebački nadbiskup kardinal Franjo Šeper.

## Arhitektura
Crkvu je projektirao arhitekt I. Černe, najvjerojatnije 1967. Crkva se nalazi u urbanom okruženju gusto izgrađenih obiteljskih kuća niske katnosti. Zbog jednostavnog i funkcionalnog dizajna, nenametljivo se uklapa u stambenu ulicu, a njezinu prisutnost ističe jedino niski zvonik. Ulazni pretprostor ispred crkve nije definiran.
Crkva je jednobrodna i malena longitudinalna građevina. Liturgijski prostor završava nišom - apsidom. Prezbiterij je izdignut u odnosu na prostor vjernika te je manjim dijelom smješten u apsidi, a većim je dijelom u prostoru vjernika. Svetohranište se nalazi na lijevoj strani stražnjeg zida svetišta, dok se samostojeći oltar nalazi u sredini svetišta. Ambon je smješten desno od oltara. Ispovjedaonica se nalazi lijevo od ulaza u liturgijski prostor, a kor za pjevače je smješten iznad ulaza.
Na bočnim zidovima prostora vjernika nalaze se postaje križnog puta.

## Galerija
- Kip Isusa na pročelju crkve
- Pročelje crkve
- Pogled s ulice